# Kallham
Kallham är en ort och kommun i Österrike. Den ligger i distriktet Grieskirchen i förbundslandet Oberösterreich, 200 kilometer väster om huvudstaden Wien.
Kommunen består av 51 orter (Ortschaften) (inom parentes invånarantal 1 januari 2024):

- Aigen (9)
- Aschau (34)
- Aspeth (307)
- Au (23)
- Auing (118)
- Baumgarten (5)
- Birnsteig (13)
- Ebergassen (1)
- Endt (2)
- Erlach (52)
- Flenkengrub (10)
- Frauenhub (10)
- Geßwagen (46)
- Güttling (66)
- Hading (68)
- Henning (11)
- Hof (7)
- Holzhäuseln (26)
- Holzleithen (18)
- Häuseln am Holz (3)
- Itzling (89)
- Kainzing (46)
- Kallham (595)
- Kallhamerdorf (44)
- Kimpling (225)
- Kirchbach (119)
- Lehen (32)
- Mairhof (12)
- Niederleithen (34)
- Obereibach (14)
- Obernfurth (10)
- Oberrühringsdorf (9)
- Obersameting (29)
- Parzleithen (12)
- Pauzenberg (14)
- Pehring (65)
- Penzing (18)
- Poing (12)
- Puchet (7)
- Putzenbach (15)
- Schildorf (35)
- Sixberg (5)
- Stockham (3)
- Unternfurth (8)
- Unterrühringsdorf (14)
- Untersameting (62)
- Wachling (16)
- Weireth (40)
- Wies (17)
- Wiesing (15)
- Würzberg (61)